# Aroresa Woreda
Aroresa Woreda är ett distrikt i Etiopien. Det ligger i den centrala delen av landet, 300 km söder om huvudstaden Addis Abeba.